# Флиртующий учёный
«Флиртующий учёный» (иер. трад. 唐伯虎點秋香, упр. 唐伯虎点秋香, кант.-рус.: Тхон Пак Фу тим Чхау Хён) — гонконгская комедия 1993 года, снятая режиссёром Лэй Ликчхи. Главные роли в фильме исполнили Стивен Чоу и Гун Ли.

## Сюжет
Тхон Пакфу (Стивен Чоу) — один из самых известных китайских философов, художников и поэтов влюбляется в Чхаухён (Гун Ли), содержанку влиятельной госпожи (Чжэн Пэйпэй). Вся загвоздка в том, что её хозяйка ненавидит Тхон Пакфу и жениться на девушке ему вряд ли позволит. Поэтому Пакфу решается на отчаянный шаг — войти в дом госпожи и обольстить Чхаухён, притворяясь слугой. 

## В ролях
- Стивен Чоу — Тхон Пакфу
- Гун Ли — Чхаухён
- Нат Чань[англ.] — Чук Чисань
- Джеймс Вон Чим[англ.] — тайши Ва[кит.]
- Лён Каянь — военный цзюйжэнь[кит.]
- Гордон Лю[англ.] — «Опасный учёный»
- Лам Вай[кит.] — Князь Нин[англ.]
- Вон Ятсань[кит.] — Вамань
- Диксон Лэй[кит.] — Вамоу
- Чжэн Пэйпэй — госпожа Ва
- Юнь Кхинтань[англ.] — Гранат
- Кэрол Вэнь[кит.] — Тунхён
- Ку Тхиньи — Чхёньхён
- Мими Чю[англ.] — Чюсинь
- Джессика Хестер Сюань[англ.] — Хахён
- Френсис Ын — Мань Чинмин
- Ямми Лам — одна из жён Тхон Пакфу
- Питер Лай[англ.] — домашний учитель